# Argyreia barnesii
Argyreia barnesii är en vindeväxtart som först beskrevs av Merrill, och fick sitt nu gällande namn av V. Ooststr. Argyreia barnesii ingår i släktet Argyreia och familjen vindeväxter. Utöver nominatformen finns också underarten A. b. urdanetensis.